# Stanisław Sosabowski

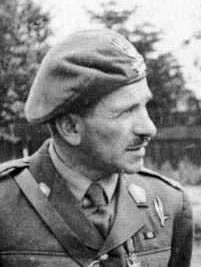
Stanisław Franciszek Sosabowski

Stanisław Franciszek Sosabowski (* 8. Mai 1892 in Stanislau, Galizien, Österreich-Ungarn; † 25. September 1967 in Hillingdon, Großbritannien) war ein polnischer General im Zweiten Weltkrieg.

## Erster und Zweiter Weltkrieg
Sosabowski war der Sohn eines Bahnangestellten und hatte vier Geschwister. Nach seinem Schulabschluss 1911 wurde er Bankangestellter und diente dann in der österreich-ungarische Armee. Bei Beginn des Ersten Weltkriegs diente er in der österreich-ungarischen Armee und nahm an der Verteidigung der Festung Lemberg (poln. Lwów) teil. Nach Ende des Ersten Weltkrieges diente er im polnischen Verteidigungsministerium und absolvierte 1923–1927 die Generalstabsschule, an der er von 1930 bis 1936 Lehrer wurde.
1939 nach dem Beginn des Zweiten Weltkrieges erhielt er für seine Verdienste bei der Verteidigung Warschaus die höchste polnische Militärauszeichnung Virtuti Militari.
Nach dem Zusammenbruch Polens wurde er von der polnischen Widerstandsbewegung über die Tschechoslowakei nach Frankreich geschickt und flüchtet nach der Niederlage Frankreichs 1940 nach Großbritannien. Er wurde in Schottland stationiert und Befehlshaber der 1. Polnischen Luftlandebrigade der polnischen Exilarmee.
Am 17. September 1944 begann die Operation Market Garden. Erst am 20. September landete unter seinem Kommando die polnische Fallschirmjäger-Brigade, nachdem die Landung wegen des schlechten Wetters immer wieder verschoben worden war. Durch konzentriertes Flakfeuer und durch tiefhängende Wolken zerstreuten sich die Transportmaschinen am Ufer des Rheins zwischen Nijmegen und Arnhem. Sosabowski litt sein Leben lang unter diesen Erlebnissen. Er wurde von den britischen Generälen für das Scheitern der Operation Market Garden verantwortlich gemacht und im Dezember 1944 aus dem Militärdienst entlassen, obwohl ihm nachgesagt wird, dass er darauf hinwies, dass es eine Brücke zu viel sei für eine Operation – one bridge too far. Die Bestrebungen zu seiner Rehabilitierung dauerten bis ins Jahr 2006, als am 31. Mai des Jahres die niederländische Königin Beatrix General Sosabowski postum den „Bronzenen Löwen“ verlieh – eine sehr hohe Ehrung für militärischen Mut und Tapferkeit. Die heutige polnische Armee benannte ihm zu Ehren die 6. Luftlandebrigade „Brigadegeneral Stanisław Franciszek Sosabowski“.

## Nach dem Krieg
Kurz nach dem Krieg konnte Sosabowski seine Frau und seinen Sohn von Polen nach England bringen. Wie vielen anderen polnischen Offizieren und Soldaten, die bei den Westalliierten Dienst geleistet hatten, war es ihm unmöglich, ins kommunistische Polen zurückzukehren, und er ließ sich im Westen Londons nieder. Ohne Sold und Pension nahm er eine Stelle als Fabrikarbeiter bei CAV Electrics in Acton an, wo er mangels einer Pension bis 1967 bis zu seinem 75. Lebensjahr arbeitete. Er starb am 25. September 1967.
1969 wurden seine Überreste nach Polen verbracht, wo er im Powązki-Militärfriedhof von Warschau bestattet wurde.
Die heutige 6. Luftlandebrigade „Brigadegeneral Stanisław Franciszek Sosabowski“ der Polnischen Landstreitkräfte in Krakau ist zu seinen Ehren nach ihm benannt.

## Trivia
In dem Film Die Brücke von Arnheim wurde er von Gene Hackman gespielt.
In der Niederländischen Gemeinde Driel ist der Sosabowskiplein als Platz benannt.